# Айліль Молт
Айліль Молт мак Нат І — (ірл. Ailill Molt), Айліль Молт син Нат І́ — верховний король Ірландії. Час правління: 459–478 роки. Вважається сином верховного короля Ірландії Нат І мак Фіахрах, хоча історики сумніваються в цьому. Його прізвисько «Молт» означає «баран», звідки воно походить — невідомо. Король Коннахта — можливо до 482 року.

## Походження
Походить з королівських династій королівства Коннахт. Його предком вважається Фіахра — брат короля Ніалла Дев'яти Заручників. Тому інколи його ще називають Айліль О'Фіахрах. Спільним предком їх вважається верховний король Ірландії Конн Сто Битв.

## Прихід до влади і правління
Айліль Молт мак Нат І став верховним королем Ірландії після загадкової смерті короля Лоегайре мак Нілла (ірл. — Lóegaire Mac Néill). Про ті події писалося у втраченій нині «Книзі Куану» (ірл. — Cuanu), а також в «Хроніках Ольстера». Томас Чарльз-Едвардс припускає, що Айліль Молт мак Нат І ніколи не був верховним королем Ірландії, а був тільки королем Коннахта, а включення його в списки верховних королів було зроблене пізніше, з міркувань ідеологічних — доведення законності правління династії О'Нілів чи претензій на владу королів Коннахта.
Судячи по всьому, саме за часів правління Айліля Молта мак Нат І християнство остаточно утвердилося в Ірландії, можливо, він був першим християнським королем Ірландії. Правив він не в давній столиці Тари (яка на той час вже була закинута), а зі столиці королівства Коннахт — Круахана. Припускають також, що літописи про правління Айліля Молта мак Нат І були суттєво відредаговані в середньовіччя в зв'язку з існуванням церковних джерел про діяльність святого Патрика.

## Нащадки
Ніхто з його нащадків не був верховним королем Ірландії, але його нащадки — Еоган Бел (ірл. — Eógan Bél) та Айліль Інбанда (ірл. — Ailill Inbanda) були королями Коннахта.